# Right Left Wrong
«Right Left Wrong» -en español: «Derecha izquierda incorrecta»- es el tercer sencillo de la banda canadiense de metal alternativo Three Days Grace de su sexto trabajo de estudio Outsider. Fue escrito por Neil Sanderson, Barry Stock, Brad Walst, Matt Walst y Gavin Brown. Es la decimoquinta canción de la banda que encabeza la lista de Mainstream Rock.

## Posicionamiento en lista
| Lista (2018–19)                  | Posiciones |
| -------------------------------- | ---------- |
| Estados Unidos (Mainstream Rock) | 1          |

## Créditos
Three Days Grace
- Matt Walst - Voz líder, guitarra rítmica
- Barry Stock - Guitarra líder
- Brad Walst - Bajo
- Neil Sanderson - Batería